# تسويق المتاجر المحلية
تسويق المتاجر المحلية (LSM), والذي يُعرف أيضًا باسم «تسويق الجِوار» هو مصطلح تسويق يشير إلى تطبيق متغيرات مختلفة في المزيج التسويقي لـعمل تجاري معتمدًا على مواصفات محلية تشمل خصائص المستهلك والمنافسة والمتجر. وبوجهٍ عام يمكن أن يشير مصطلح «تسويق المتاجر المحلية» بمعناه الحرفي إلى أية تقنيات من تقنيات التسويق التي تستخدمها شركة مركزية في تسويق عملها في المنطقة التي تعمل بها، إلا أنه وفي أغلب الأحيان، داخل أوساط التسويق والإعلان، يُستخدم مصطلح «تسويق المتاجر المحلية» ككل بدلاً من التعريف السابق في تحديد التكتيكات والأساليب التي تستخدمها شركة مركزية لاستكمال مبادرة تسويقية أوسع يقوم على تنفيذها صاحب الشركة أو مانح الامتياز أو كيان رئيسي متكتل آخر. ويُعد هذا «الكيان الرئيسي» في الكثير من الشركات مسئولاً عن مبادرات التسويق القومية أو الإقليمية والتي يسيطر عليها بشكلٍ كامل. وفيما يخص الشركة التجارية المركزية التي تعمل تحت هذا «الكيان الرئيسي»، فستتحكم على وجه التحديد فقط في مبادرات التسويق التي تؤثر في الموقع ذاته، مع الاهتمام بشكلٍ خاص باختيار المبادرات التي تلبي متطلبات الكفاءة بناءً على قاعدة عملائها المحليين وقدراتها ومواردها والبيئة التجارية العامة التي تعمل بها.
ويشتمل تسويق المتاجر المحلية على مجموعة كبيرة من الأساليب التي تستخدمها الشركات في كل مكان. ويتضمن بعضها ترويج العمل التجاري في غرفة تجارة محلية أو بريد مباشر مُخصص أو مراسلة عملاء محليين، من خلال إصدار بيانات صحفية محلية أو استضافة فعاليات أو رعاية عروض ترويجية أو شراء مساحات إعلانية مطبوعة أو في الخارج أو عبر التليفزيون المحلي، إلخ. ويمكن دراسة التسويق المحلي من منظور كل من تاجر التجزئة والصانع على حد سواء. فبالنسبة إلى تاجر التجزئة، يعني التسويق المحلي ضمنيًا الاستفادة المُثلى من المزيج التسويقي للمتجر. ومن منظور الصانع، يتضمن التسويق المحلي الاستفادة المُثلى من المزيج التسويقي للمنتج على مستوى المتجر. وفي الحقيقة، يمكننا وضع التسويق المحلي على ميزان يتراوح بين التسويق الشامل وحتى التسويق الفردي. حيث يقع التسويق المحلي بين هذين المستويين ويعني التجزئة على مستوى محلي. ومن بين بعض التعريفات المتراوحة والمختلفة للتسويق المحلي «يكيف التسويق المحلي السلع المعروضة في متجر فردي ويهيئها للعرض مستندًا إلى عوامل محلية». «إن التسويق المحلي يعني ترجمة التسويق من المستوى القومي إلى احتياجات المستهلك المحلي» وقد انبثق في الواقع من التسويق المحلي مصطلح جديد ويُعرف باسم التسويق من خلال الجمهور العام والذي تركز فيه الأنشطة التسويقية على الاقتراب من والتواصل شخصيًا مع المستوى المحتمل للعملاء الأفراد.